# 布雷斯特-布列塔尼機場
布雷斯特-布列塔尼機場（法語：Aéroport de Brest Bretagne）是一座位於法國布列塔尼大區非尼斯泰爾省布雷斯特的機場，其主要民航業務為法國國內線。

## 航空公司與目的地
（下列航空公司之排列以該公司英語字首由A至Z排列）
| 航空公司                          | 目的地                              |
| --------------------------------- | ----------------------------------- |
| 法國航空（AF）                    | 巴黎-戴高樂、巴黎-奧利 季節性：馬賽 |
| 法國航空（WX） （由城捷航空營運） | 倫敦-城市 季節性：都柏林            |
| 法國航空（A5） （由霍浦航空營運） | 巴黎-奧利                           |
| 地中海航空（ML）                  | 季節性：達卡、南特內費里島          |
| 查拉航空（CE）                    | 波爾多                              |
| 易捷航空（U2）                    | 里昂                                |
| 費尼斯特航空（N/A）               | 韋桑島                              |
| 弗萊比航空（BE）                  | 季節性：南安普敦                    |
| HOP!航空（A5）                    | 里昂、尼斯                          |
| 途易航空（TB）                    | 土倫                                |
| 瑞安航空（FR）                    | 馬賽                                |
| 出發航空（V7）                    | 阿雅克肖、巴斯蒂亞                  |
| 伏林航空（VY）                    | 季節性：巴塞隆納                    |

## 外部連結
- 布列斯特-布列塔尼 機場官方網站
- Aéroport de Brest Bretagne

## 圖庫

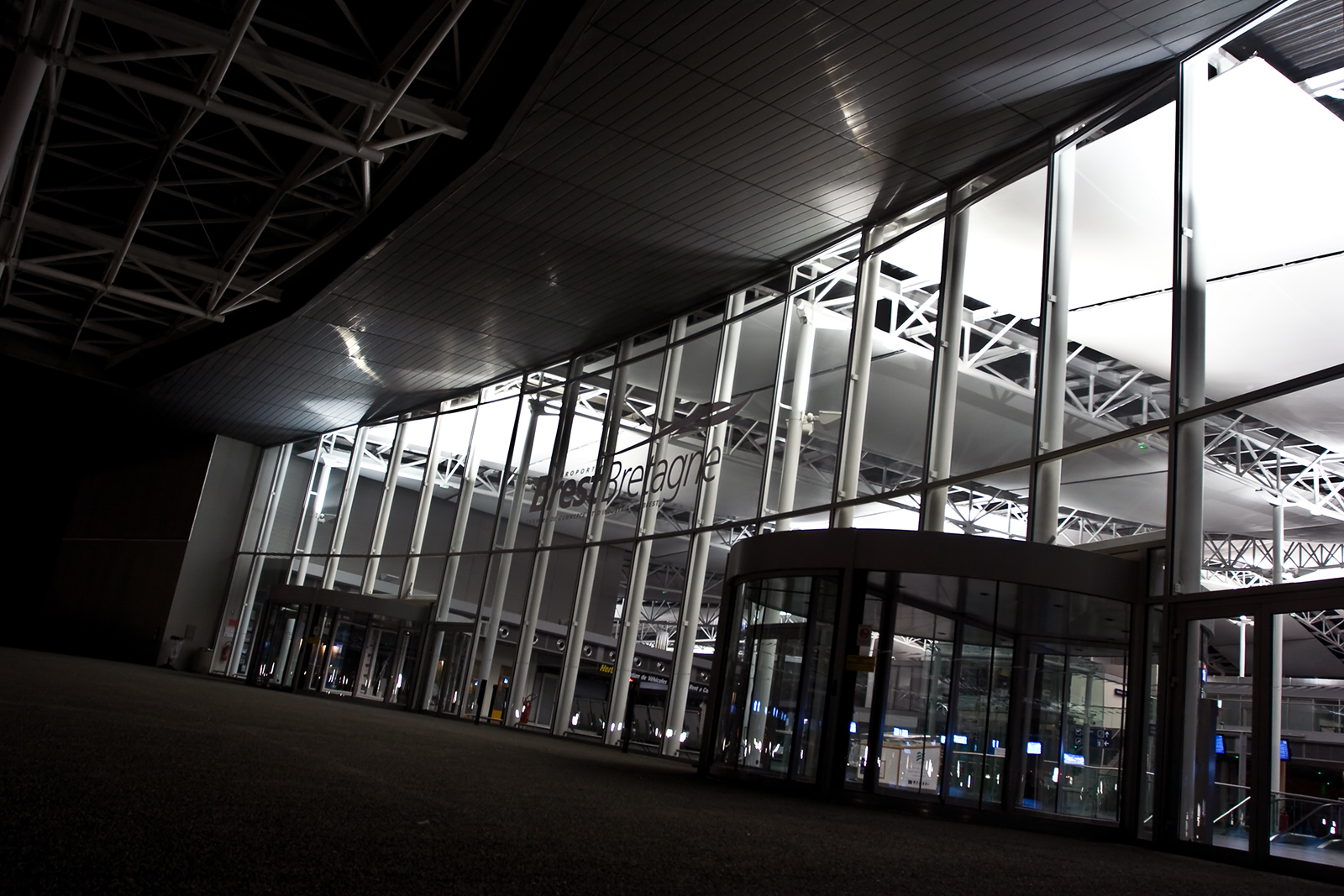
新航廈
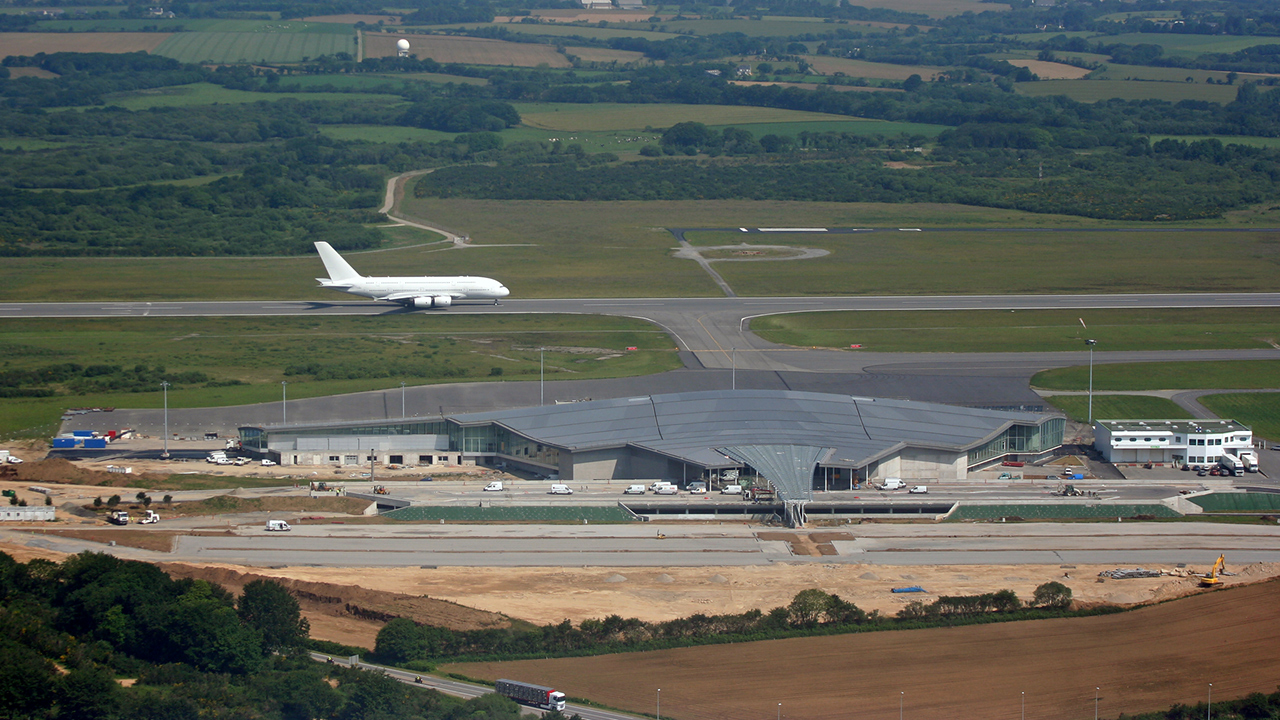
2007年A380來訪